# Clode Sound
De Clode Sound is een 33 km lange zeearm in de Canadese provincie Newfoundland en Labrador. Het is een zijarm van de Bonavista Bay, een grote baai aan de oostkust van het eiland Newfoundland.

## Geografie
De Clode Sound is de langste zijarm van Newfoundlands Bonavista Bay. De baai is 33 km lang en gemiddeld slechts 3 km breed. De Clode Sound staat in verbinding met de open wateren van de Bonavista Bay via de Chandler Reach, een 17 km lang zeegat en rak. Beiden kunnen gezamenlijk dus gezien worden als een 50 km lang arm. De overgang van de Clode Sound in Chandler Reach is daar waar een andere zeearm op zijn beurt 15 km zuidwaarts gaat (met name de Goose Bay).
De noordkust van de Clode Sound komt overeen met de zuidrand van het Nationaal Park Terra Nova. 
Er liggen drie plaatsen aan de oevers van de Clode Sound: het dorp Charlottetown aan de noordkust, het dorp Bunyan's Cove aan de zuidkust en de gemeente Port Blandford aan het zuidwestelijke uiteinde van de baai.
Er monden verschillende rivieren en beken in de Clode Sound uit, waaronder de Northwest River, de Southwest River, de Salmon Brook en de Cobblers Brook.

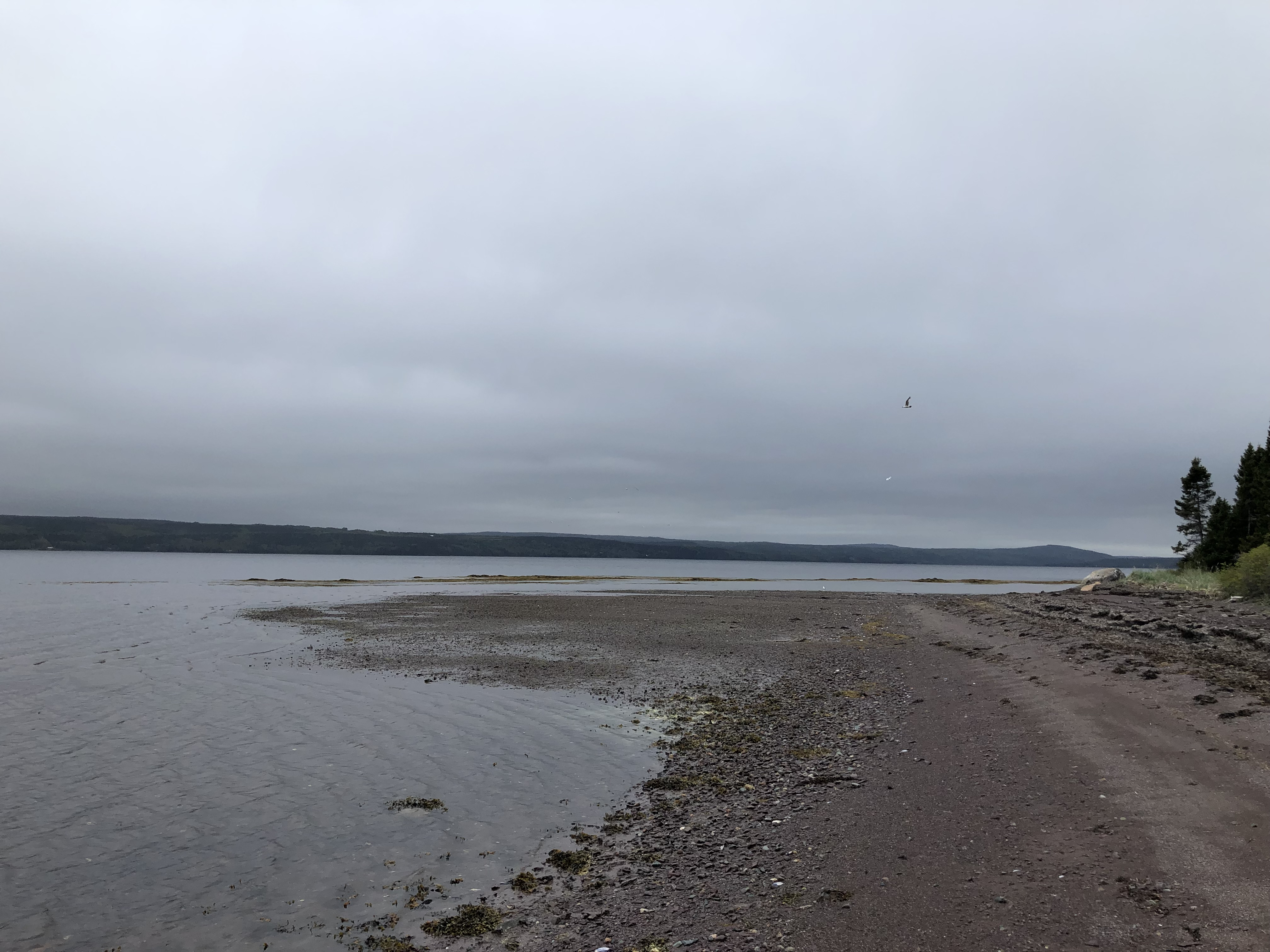
De Clode Sound in het Nationaal Park Terra Nova